# マスマーケティング
マスマーケティング（英: mass marketing）は市場全体への単一オファー・戦略による価値提供、およびその戦略である。非差別化マーケティングとも。
大量生産・マスメディアを介した大量広告・大量販売を用いて市場全員への価値提供を目指す戦略である。

## 背景
顧客は価値に基づいて製品を購入する。ゆえに、ある市場に存在する普遍的価値を提供できれば市場全体を顧客とした大きなビジネスを実現できる。このマス（大衆・市場全体）を対象におこなわれるマーケティング（価値提供）、およびその戦略がマスマーケティングである。マスマーケティング活動には普遍的価値のリサーチ、大衆へ価値提案を伝えるマスメディア広告、マスへ届ける量を担保する大量生産などが含まれる。
マスマーケティングは普遍的価値をもつプロダクト全般に適用できる。日用消費財（例: 歯磨き粉、炭酸飲料）、耐久消費財（家具、パソコン、自動車、住宅）、アートワーク、政治家・法律家・カイロプラクティック・医学などの専門職からのサービス等が挙げられる。
マスマーケティングの対義語は、特殊な需要を持った小規模セグメントに対象を絞るニッチマーケティングである。エリアマーケティング、セグメントマーケティング、ダイレクトマーケティングではない。
マス（市場全体）を対象にしたうえで取る競争戦略は複数存在する。例えばコスト・リーダーシップ戦略、差別化戦略が挙げられる（高売上低価格戦略に限らない）。 

### 歴史
マスマーケティングは1920年代に公衆ラジオが開始されことに起源を持つ。これにより、企業はさまざまな潜在顧客にアピールする機会が得られるようになった。このため、さまざまなニーズを持つ幅広い聴衆に同じものを購入するよう説得するため、マーケティング手法が変更された。その結果、このビジネスモデルは何年にもわたって世界的な数十億ドル規模の産業に発展した。大恐慌で落ち込んだものの、その後復活し、1940年代から50年代にかけて拡大を続けた。それは1960年代と70年代の反資本主義運動の間に減速したが、その後80年代、90年代以降、以前よりも拡大を続けている。これらの傾向は、マスマーケティングの力の源泉であるマスメディアの影響力の増大によるものである。 20世紀のほとんどの間、主要な消費財企業は、すべての消費者に対してほぼ同じ方法で、ほぼ同じ製品を大量生産、大量流通、および大量販売するというマスマーケティングを用いていた。マスマーケティングは最大の潜在的市場を生み出し、それがコストの削減につながる。総合マーケティングとも呼ばれる。
長年にわたり、マーケティング活動は、テレビ、ラジオ、印刷広告などの従来の形式から、さまざまな消費者にリーチするためのオンラインメディアプラットフォームの利用など、よりデジタル化された形式に特に移行してきた。 Huang（2009、Shyu et al., 2015で引用）は、デジタルマーケティングが強化した3つの主要な属性について説明している。 1つは「貫通力」であり、オンライン通信の容易さにより、市場のより幅広い顧客にリーチすることができる。デジタルマーケティングにより、マーケターはより効率的で費用効果の高い方法で大規模なオーディエンスにリーチすることができる。これが最終的にマスマーケティングが目指していることである。 

## マスマーケティングにおける説得
精緻化見込みモデルによると、多くのマスマーケティングキャンペーンは、説得への中心的なルートを使用して、また説得への周辺ルートを使用して、聴衆を説得することによって成功しています。レーン等。さまざまなタイプの説得は、「人が説得力のあるメッセージに捧げる関与、問題に関連する思考、または精緻化」に依存すると述べています。 （2013）。 政治運動は、マスマーケティングを通じた中心的な説得の代表的な例である。コミュニケーションの内容には、認知反応を達成しようとする詳細なレベルの思考が含まれる。対照的に、歯磨き粉の広告は、関与が少なく、消費者が行動変容が「ヒューリスティック」に依存している場合にあたり、通常、聴衆を周辺的に説得する手法を取る。ジョン・B・ワトソンはマスマーケティングにおける広告の実験でリードしていた心理学者であった。

## ショットガンアプローチ
ショットガン理論はマスマーケティングのアプローチである。それは、テレビ、ケーブル、ラジオを通じてできるだけ多くの人々に到達することを含みます。ウェブ上では、売り上げにつながる十分な目玉を得るために、できるだけ多くのウェブサイトでバナーからテキスト広告に至るまでの多くの広告を指す。ショットガンマーケティングの例は、特定のオーディエンスグループに焦点を当てることなく、ゴールデンタイムのテレビに広告を掲載することである。 ショットガンアプローチは、ターゲットに焦点を合わせるのがより難しいときに、ターゲットに当たる確率を高める。 
ショットガンアプローチの制限は、送信者がメッセージをデコードする方法であるかどうかに関係なく、各受信者が独自の方法でメッセージを解釈することである。言い換えると、デコード時の受信者の「参照フレーム」により、受信者は特定の方法でブランドメッセージを認識する。したがって、マーケティング担当者の意図が歪められる可能性がある。 Dahlen, Lange, ＆Smith（2010）は、各受信者は「知識、経験、または他の人々の影響から生じる態度、価値観、認識」が異なると主張しています。特定のターゲット市場がない状況では、マスマーケターは、最も望ましいフィードバックを生成するために「異なる、驚くべき、独創的で面白い」方法で消費者の注意を引くことに単に集中する必要がある（Bigat、2012年）。 

## マスマーケティングの長所
ターゲットオーディエンスが広いため、成功率は低いものの、ヒット数は多く、特定の地域で失敗したとしても、最終的な損失は、地域を限定した場合に比べて少なくなりなる。同じものを大量生産すると、単位あたりの生産コストが低く、マーケティングリサーチ/広告コストも比較的低く 、全体として、はるかに大きな市場で販売量と規模の効率の可能性が高くなる。市場の成長期にマーケットリーダー（ある市場で最大のシェアを持つ企業）が用いる手法として有効である。

## マスマーケティングの短所
競争の激化と今日の社会における消費者の欲求とニーズの複雑化により、Bennett and Strydom（2001）は、マスマーケティングキャンペーンが成功する可能性が低いことを示唆している。消費者は、代替製品に見られる可能性が高い特定の好みや要件の範囲を持っているためである。

## 心理的影響
マスマーケティングは、視聴者が摂食障害などの問題に対してより脆弱になると批評家が信じているため、視聴者への心理的影響について批判されてきた。シャーリーン・ヘスビーバーらによる2006年の記事で。 Women's Studies International Forumの場合、彼らは、「食品、ダイエット、フィットネス業界は、メディアの支援を受けて、一般的に女性の自立は自己改善、自己管理を行い、女性には細いボディの理想を実現する責任があるというメッセージを支持している」と述べている。 
批評家はまた、マーケターは人々に特定の質問を記入してもらい、彼らが最も的を絞るのに必要な情報を入手し、潜在顧客に対象の商品が必要だと信じ込ませることを可能にすると述べている  。 歴史的に、マスマーケティングは、うがい薬やたばこなどの商品が日常生活に必要だとは思っていなかった市場に参入するために、広告やスローガンで普及させてきた。 

## 発展
より特定顧客に寄り添った差別化集中戦略などの登場により、マスマーケティングにも発展が求められた。例えばマスカスタマイゼーションではマスマーケティングをベースにしつつ顧客の細部の拘りをカスタマイズにより満たすことで、マスマーケティングの利点を活かしながら顧客価値を更に上昇させている。